# Strasburgeria robusta
Strasburgeria robusta ist eine immergrüne Baumart in Neukaledonien aus der Pflanzen-Familie der Strasburgeriaceae in der Ordnung Crossosomatales.

## Merkmale

### Habitus und Blätter
Strasburgeria robusta ist ein immergrüner Baum. Die Blätter sind groß, ledrig, stehen spiralig und sind gestielt. Die Blattspreite ist ungeteilt und der Blattrand leicht gezähnt. Die Blattform ist verkehrteiförmig bis spatelförmig. Nebenblätter sind vorhanden, die zwei Nebenblätter bilden eine kleine Schuppe. Die Blätter weisen an der Oberseite eine schleimführende Hypodermis auf. Das Mesophyll enthält ebenfalls Schleimzellen.
In der Sprossachse (Rinde und Mark) gibt es Sekretgänge mit Schleim. In den Leitbündeln gibt es kein internes Phloem. Das sekundäre Wachstum erfolgt über ein konventionelles ringförmiges Kambium. Das Xylem besitzt Tracheiden.

### Blüten
Die Pflanzen sind zwittrig. Die Blüten stehen einzeln. Das Perianth ist azyklisch angeordnet, der Kelch spiralig. Ein freies Hypanthium fehlt, eine hypogyne, extrastaminale Scheibe ist vorhanden. Das Perianth ist in Kelch und Krone getrennt und besteht aus 13 bis 15 Blättern. Der Kelch ist spiralig und hat acht bis zehn Blätter. Die lederigen Sepalen stehen dachziegelartig, werden nach innen zu immer größer und bleiben auch an der Frucht erhalten. Die Kronblätter stehen in einem Wirtel zu dachziegelartig stehenden fünf Kronblättern. Diese sind fleischig und sitzend.
Es gibt 10 freie Staubblätter, die gleichartig sind und nicht miteinander verwachsen. Sie stehen in zwei Kreisen (diplostemon). Alle sind fertil. Der Pollen ist aperturat mit drei (bis vier) Aperturen, und colportat.
Das Gynoeceum besteht aus fünf verwachsenen Fruchtblättern. Der Fruchtknoten ist oberständig, fünffächrig und sitzend. Es gibt einen Griffel, der vom Fruchtknoten aus keilförmig zugespitzt ist. Er bleibt an der Frucht erhalten. Die einzige Narbe ist klein und kopfig. Die Plazentation der Samenanlagen ist zentralwinkelständig. Es gibt zwei crassinucellate Samenanlagen pro Fach, die hängend und übereinanderliegend sind.

### Früchte
Die Frucht ist fleischig bis nicht fleischig und rundlich. Sie ist eine Schließfrucht: Kapsel oder Beere: beerenartig, korkig-holzig wenn trocken. Der Durchmesser beträgt fünf bis sechs Zentimeter. Die Samen besitzen ein fleischiges Endosperm. Sie sind dreieckig mit einem breiten, flügelähnlichen, undurchsichtigen Hilum. Die äußere Testa (Samenschale) besteht aus fünf bis zwölf Lagen von kristallführenden Sklereiden. Der Embryo ist gut ausgebildet mit zwei Kotyledonen.

### Chromosomenzahl
Die Chromosomenzahl ist n=25.

## Verbreitung
Die Art ist ein Endemit auf Neukaledonien. Der Baum wächst auf ultrabasischem Gestein. Aus dem Tertiär ist fossiler Pollen ähnlich dem von Strasburgeria in Australien, Tasmanien und Neuseeland gefunden worden.

## Systematik
Innerhalb der Crossosomatales ist Strasburgeria das Schwestertaxon von Ixerba. Beide Gruppen haben folgende gemeinsame Merkmale: zumindest in den Blüten Zellen mit verdickten verschleimten inneren Tangentialwänden; nadelförmige Kristalle; spiralige Blätter mit drüsig-gezähntem Rand; große Blüten mit spiraligem Kelch; flache Filamente; Antheren über drei Millimeter lang; Fruchtblätter sitzend, epitrop mit langem hohlem Griffel, der an der Frucht erhalten bleibt; Chromosomen-Grundzahl von 25.
Die Art wurde zunächst als Art der Gattung Montrouzieria (Familie Clusiaceae) beschrieben und 1876 vom französischen Botaniker Henri Ernest Baillon als Strasburgeria calliantha in eine eigene Gattung gestellt (Adansonia, xi. S. 372). Die Gattung benannte er zu Ehren des deutschen Botanikers Eduard Strasburger (1844–1912).  Der Artname wurde von Guillaumin 1942 in Strasburgeria robusta korrigiert.

## Belege
- Kenneth M. Cameron: On the phylogenetic position of the New Caledonian endemic families Paracryphiaceae, Oncothecaceae, and Strasburgeriaceae: a comparison of molecules and morphology. In: The Botanical Review. Bd. 68, Nr. 4, 2002, ISSN 0006-8101, S. 428–443, doi:10.1663/0006-8101(2002)068[0428:OTPPOT]2.0.CO;2.
- Watson, L., and Dallwitz, M.J. 1992 onwards. The families of flowering plants: descriptions, illustrations, identification, and information retrieval. Version: 1st June 2007
- Strasburgeriaceae auf der AP-Website

## Weiterführende Literatur
- William C. Dickison: Contributions to the Morphology and Anatomy of Strasburgeria and a Discussion of the Taxonomic Position of the Strasburgeriaceae. In: Brittonia. Bd. 33, Nr. 4, 1981, ISSN 0007-196X, S. 564–580, doi:10.2307/2806765.
- Merran L. Matthews, Peter K. Endress: Comparative floral structure and systematics in Crossosomatales (Crossosomataceae, Stachyuraceae, Staphyleaceae, Aphloiaceae, Geissolomataceae, Ixerbaceae, Strasburgeriaceae). In: Botanical Journal of the Linnean Society. Bd. 147, Nr. 1, 2005, ISSN 0024-4074, S. 1–46. doi:10.1111/j.1095-8339.2005.00347.x